# Aulus Septimi Serè
Aulus Septimi Serè (llatí: Aulus Septimius Serenus) va ser un poeta líric romà del que en dona una notícia incidental Sidoni Apol·linar, i el menciona Jeroni d'Estridó. No se sap quan va florir, ja que això depèn de l'època que es vulgui assignar a Terencià Maure del que en va ser contemporani.
La seva obra principal, esmentada per Noni, porta el títol Opuscula Raris, o simplement Opuscula, i estava formada per dos llibres pel cap baix. Com que tenia propietats a Falerii També se l'anomena Poeta Faliseus. Va inventar uns versos de mesura especial formats per tres dàctils i un pirriqui anomenats metrum faliscum.
Són molt pocs els escrits que es conserven de Septimi Serè. El fragment més llarg és l'inici d'una mena d'himne a Janus, i només se'n coneixen cinc versos, que ofereixen exemples de metres poc comuns.